# Mengyin
Mengyin är ett härad som lyder under Linyis stad på prefekturnivå i Shandong-provinsen i norra Kina. Det ligger omkring 140 kilometer sydost om provinshuvudstaden Jinan. 